# Schismatocera nitidula
Schismatocera nitidula är en skalbaggsart som beskrevs av Gautier Des Cottes 1870. Schismatocera nitidula ingår i släktet Schismatocera och familjen Melolonthidae. Inga underarter finns listade i Catalogue of Life.